# Най (продольная флейта)
См. также: многоствольная флейта Най.
Най, нэй, ней ( араб. ناي‎; арм. նայ; тур. и азерб. ney от перс. نی‎; букв. – «тростник») — продольная открытая флейта народов Кавказа, Западной и Центральной Азии.
Впервые най появился в Древней Персии, откуда и получил распространение в другие народы, попавшие в разные исторические периоды под влияние персидской музыкальной культуры. В Иране най является народным инструментом, сохранившим свой первоначальный вид и строение.

## История
Най считается одним из старинных музыкальных инструментов, который начинает свою историю задолго до нашей эры. Разновидности нея были широко распространены среди народов Ближнего и Среднего Востока. В Азербайджане существовало несколько разновидностей нея.
Физули описал звучание нея как стенание:

Всегда стенаю я, тростник

То страстью, то жалобой мой полон крик

Рыдать не перестану я

Будь даже срезан я для нея.
Абдулкадир Мараги, персидский учёный и музыковед, живший в XIV—XV веках, в своём труде «Магасид ал-алхан» (Цели мелодии) сообщает о двух разновидностях нея, которыё существовали в то время — «аг ней» и «гара ней».

## Строение
Изготавливали «аг ней» из камыша, размеры которого варьируются. На лицевой стороне имеются 5 отверстий, а на тыльной — одно.
Длина — 550—600 мм, диаметр — 20 мм.
Диапазон охватывает звуки от «до» первой октавы до «соль диез» второй октавы.
Хроматический звукоряд получается при вдувании в верхний конец ствола, при котором отверстия пальцами правой и левой рук то открываются, то закрываются (полностью или частично). Во время игры на «аг нее» исполнитель, через тонкую медную трубку, надетую на головку инструмента и держа её между передними верхними и нижними зубами, вдувает воздух и с помощью языка и губ извлекает звук из инструмента.
На ней возможно исполнение мугамов, пеени и других музыкальных произведений.